# 虹色蝶々
「虹色蝶々」（にじいろちょうちょう）は、神谷浩史の楽曲。彼の2枚目のシングルとして2011年4月6日にKiramuneから発売された。

## 概要
前作同様豪華盤と通常盤の2種リリースで、前者には「虹色蝶々」のMUSIC CLIPとTRAILERが収録されたDVDが同梱されている。
2011年4月6日付デイリーチャートで3位、4月18日付オリコン週間チャートでも9位を獲得。初動売上1.5万枚を記録し、2作連続でトップ10入りを果たした。また、ドワンゴが運営するウェブサイトの2011年度年間ランキングでは、「アニメロミックス 着うた」で6位、「アニメロ★うた 着うた」で83位を獲得した。

## 批評
hotexpressの平賀哲雄は、「女性ファンのハートを貫き、解放的な気分へと導くに違いない、タイトル通りに鮮やかなナンバーである。」と評した。CDジャーナルは、「爽やかさを持ち味としたヴォーカルとポップな世界観が魅力で、特に「ハッピーアワー」は及川光博にも通じる色鮮やかさと幸福感に満ちている。」と評した。

## 収録曲
| #         | タイトル           | 作詞         | 作曲      | 編曲      | 時間  |
| --------- | ------------------ | ------------ | --------- | --------- | ----- |
| 1.        | 「虹色蝶々」       | 渡邊亜希子   | 黒須克彦  | 黒須克彦  | 4:06  |
| 2.        | 「Spring moment」  | こだまさおり | 板垣祐介  | 板垣祐介  | 4:11  |
| 3.        | 「ハッピーアワー」 | こだまさおり | 増田武史  | 増田武史  | 5:02  |
| 合計時間: | 合計時間:          | 合計時間:    | 合計時間: | 合計時間: | 13:20 |

| #  | タイトル                 | 作詞 | 作曲・編曲 |
| -- | ------------------------ | ---- | ---------- |
| 1. | 「虹色蝶々」(MUSIC CLIP) |      |            |
| 2. | 「TRAILER」              |      |            |

## 収録アルバム
| 曲名     | アルバム     | 発売日         |
| -------- | ------------ | -------------- |
| 虹色蝶々 | 『ハレゾラ』 | 2011年12月14日 |